# Apatura perlinaghia
Apatura perlinaghia är en fjärilsart som beskrevs av Turati 1927. Apatura perlinaghia ingår i släktet Apatura och familjen praktfjärilar. Inga underarter finns listade i Catalogue of Life.